# Inlijving (adel)
Inlijving tot de adel is een van de manieren waarop een persoon tot de adeldom kan overgaan. In Nederland is deze inlijving geregeld in de Wet op de adeldom van 1 augustus 1994. Deze bepaalt onder welke voorwaarden een buitenlands edelman of edelvrouw kan overgaan tot de Nederlandse adeldom. Volgens artikel 2, lid 3, van de genoemde wet kan inlijving slechts plaatsvinden... 

ten aanzien van personen wier geslacht behoort tot de wettelijk erkende adel van een staat met een vergelijkbaar adelsstatuut en die het verzoek tot inlijving hebben gedaan
- a. te zamen met het verzoek tot verlening van het Nederlanderschap;
- b. te zamen met het afleggen van de verklaring ter verkrijging van het Nederlanderschap door optie;
- c. te zamen met het bereiken van de meerderjarigheid bij de verkrijging van het Nederlanderschap van rechtswege indien de vader van de verzoeker het Nederlanderschap niet van rechtswege heeft verkregen.

In het verleden was er een ruimere regeling. Wie in Nederland ging wonen en Nederlander werd kon om inlijving in de Nederlandse adel verzoeken. Dat recht had ook een nakomeling van een tot Nederlander genaturaliseerde vreemdeling. Dat hield in dat de Hoge Raad van Adel onderzoek deed naar de adeldom en de regering adviseerde om tot inlijving over te gaan. De Hoge Raad van Adel zocht een passend equivalent in de Nederlandse adelstand. Een Duits Freiherr werd een Nederlands baron.
De Hoge Raad van Adel achtte de Russische titels van Vorst en Prins onverenigbaar met het Nederlands adelstatuut. De Raad was van oordeel dat deze adellijke graden niet overeenkomen met de status van de Duitse vorsten en de Nederlandse, Franse en Duitse prinsen.